# Gallery Place-Chinatown (métro de Washington)
Gallery Place-Chinatown, dit aussi Gallery Pl.-Chinatown, est une station de correspondance entre la ligne rouge et la section commune à la ligne jaune et la ligne verte du métro de Washington. Elle est située sous le croisement entre la 12th Street NW et la G Street NW, dans le centre-ville (en) de Washington DC, capitale des États-Unis.

## Situation sur le réseau

Plan du métro.

Établie en souterrain, Gallery Place-Chinatown est une station de correspondance, entre la ligne rouge qui et la section commune à la ligne jaune et la ligne verte du métro de Washington. Elle dispose de deux sous-stations de passage :
Au niveau -2, la station Gallery Place-Chinatown de la ligne rouge, est située entre la station Metro Center, en direction du terminus nord-ouest Shady Grove, et la station Judiciary Square, en direction du terminus nord-est Glenmont. Elle dispose des deux voies de la ligne encadrant deux quais latéraux ;
Au niveau -3, la station Gallery Place-Chinatown de la section commune à la ligne jaune et la ligne verte, est située entre la station Archives, en direction des terminus :  Huntington (ligne jaune) ou Downtown Largo (ligne verte), et la station Mount Vernon Square, en direction du terminus Greenbelt (ligne jaune et ligne verte. Elle dispose des deux voies de la ligne encadrées par deux quais latéraux.

## À proximité
- Capital One Arena